# جهد

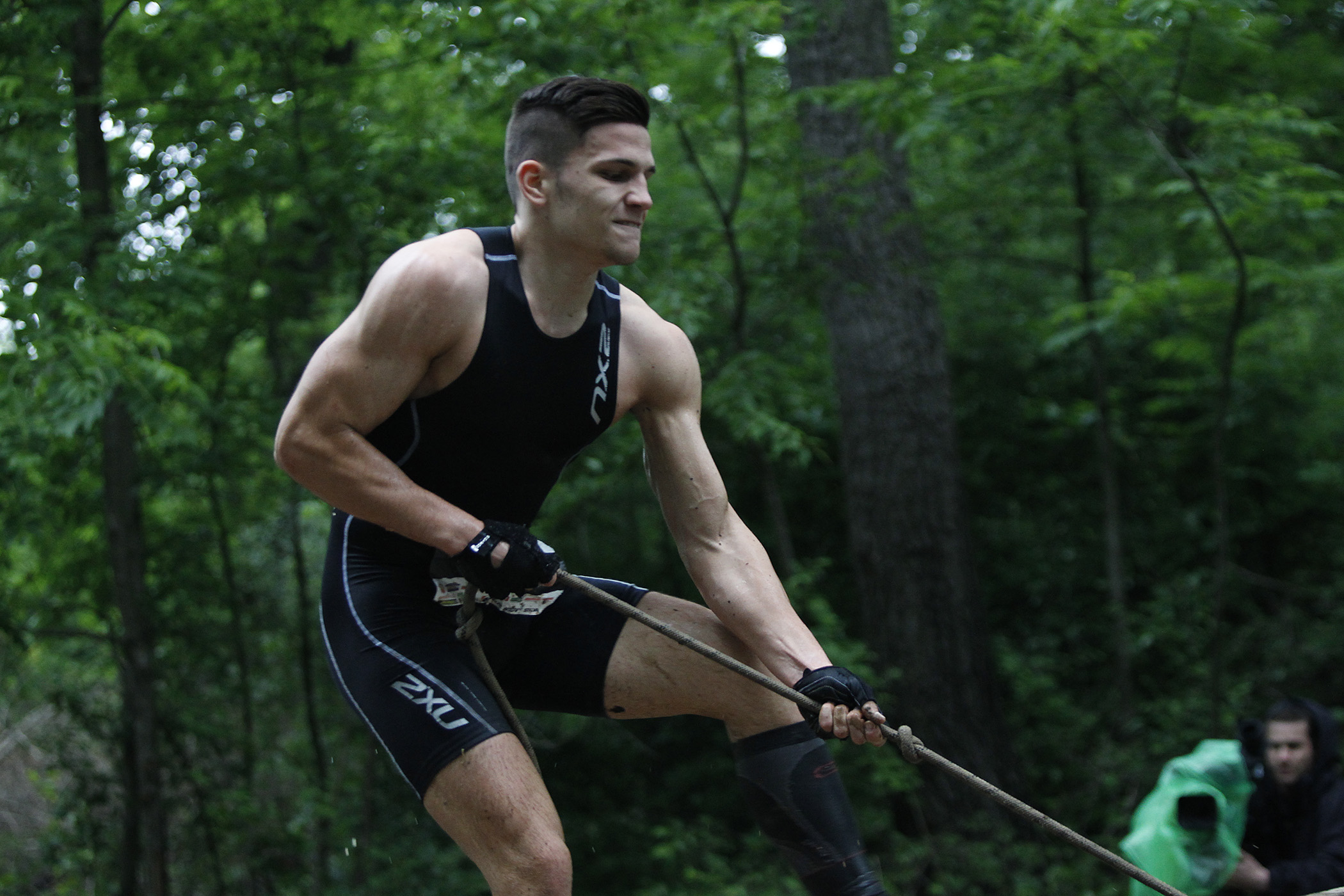

الجهد هو مفهوم يصف استخدام الطاقة المادية أو المحسوسة. فهو يدل بطبيعته على مجهود مرهق أو مكلف مرتبط بالأنشطة المادية والعضلية والفلسفية والشغل الميكانيكي.

## الجهد المادي
في الفيزياء، يعد الجهد هو استخدام الطاقة ضد أو مع القصور الذاتي كما وصفه إسحاق نيوتن في قانون نيوتن الثالث للحركة. وفي الميكانيكا، يصف الجهد استخدام القوة ضد جسم في اتجاه حركته (انظر المتجه).

## الجهد الطبي
في المصطلحات الطبية، يعد الجهد هو بذل الطاقة بواسطة العضلات الهيكلية. وشدة هذا الفعل يمكن قياسها من خلال معدل استهلاك الأكسجين، وإنتاج الحرارة، وسرعة نبضات القلب.
ويعتبر المصطلح قياس الجهد المحسوس أو مقياس RPE، يعرف أيضًا بمقياس بورج، من المصطلحات الأكثر استخدامًا، وهو استخدام مقياس لتحديد الإحساس الكمي بالإعياء.

## السبرانية
يمكن الإنابة عن الجهد أو توسيع نطاقه عند تطبيقه على واجهات مستخدم مختلفة، مثل الأعضاء الاصطناعية والريموت كنترول (جهاز التحكم عن بعد) - حتى ولو مع الألعاب.

## وصلات خارجية
- Measuring Physical Activity Intensity: Perceived Exertion (Borg Rating of Perceived Exertion Scale)
- RPE-scale نسخة محفوظة 28 سبتمبر 2011 على موقع واي باك مشين. (2nd)
- First principle of mechanics نسخة محفوظة 21 فبراير 2006 على موقع واي باك مشين.
- Exertion interfaces allowing exertion by proxy in sporting games.